# Falsk angivelse
Falsk angivelse är en variant av falsk anmälan, vilket enligt svensk rätt är ett brott, som föreligger om en person till åklagare eller polis uppger att annan oskyldig person begått ett brott i avsikt att få denne dömd för brottet. Påföljden är fängelse i högst två år. I ringa fall döms till böter eller fängelse i högst sex månader.